# Artibeus fimbriatus
Artibeus fimbriatus es una especie de murciélago de la familia Phyllostomidae.

## Distribución geográfica
Se encuentra en Brasil y Paraguay.